# 巨褐弄蝶
巨褐弄蝶（学名：Pelopidas conjuncta），又名蕉弄蝶、古銅穀弄蝶、臺灣大褐弄蝶、大谷挵蝶、臺灣大褐挵蝶，为弄蝶科褐弄蝶屬下的一个种。

## 描述
本種無明顯雌雄差異。雄蝶頭部覆毛，呈黃綠調褐色，觸角背褐腹白鱗，尖端裸露呈鉤狀。口器褐色；下唇鬚直立，前兩節有毛，末節黃白混褐，呈棒狀。胸腹背面為黃綠調褐色，腹面灰白，足淡褐色。
前翅長20-26 mm，呈三角形，外緣略突；後翅扇形，臀區稍突出。翅背褐色，具透明與黃白斑，翅基覆黃褐毛。前翅M2、M3、CuA1室各具一斑，斜列，前端較小；中室末端有兩長斑，翅頂R3～R5室各具一小斑，R5偏外；CuA2室中央另有一黃白斑。後翅無紋。
翅腹面覆黃褐鱗，前翅斑紋近似背面，Rs、M1～M3與中室末端具小點。緣毛黃白色。雌蝶與雄蝶外型近似，惟翅幅較寬。

## 分佈
分布範圍幾乎遍及整個東洋區，並延伸至小巽他群島。臺灣主要分布於本島平地至低海拔地區，過去多見於南部，但近年來中、北部也常見其蹤跡。

## 棲地
棲息於常綠闊葉林、熱帶季風林及海岸林，偶見於都市綠地。一年可發生多代，成蝶飛行強勁，具訪花習性，雄蝶有明顯領域行為。幼蟲以禾本科大型植物為食，如五節芒、芒草、象草及菰等。